# Ikarus C22
Die Ikarus C22 ist ein zweisitziges Ultraleichtflugzeug. Es wurde in den Jahren 1982 bis 1992 von der Firma Comco Ikarus gebaut.

## Konstruktion
Die C 22 ist ein abgestrebter Hochdecker und besteht aus verschraubten Aluminiumrohren. Schrauben und Beschläge sind aus rostfreiem Stahl gefertigt. Tragflächen und Leitwerk bestehen aus Polyestertuch und Gittertuchfolie. Sie wird meistens von einem Rotax 582 und Vierblattpropeller oder einem Rotax 912 mit einem Dreiblattpropeller des Herstellers Warp Drive angetrieben. Die hohen Drehzahlen der Rotax-Triebwerke werden mittels eines Getriebes untersetzt (3,47:1 beim Rotax 582, 2,27:1 beim Rotax 912). Weitere zugelassene Motoren sind der Rotax 462, der BMW HB 1000 und der Sauer S 1800.

## Zwischenfälle
- Am 1. Juni 2008 startete eine C22 B vom Ultraleichtfluggelände Sauldorf-Boll zu einem Rundflug zum Bodensee. Circa zwanzig Minuten nach dem Start wurde das Flugzeug etwa 8,5 km südwestlich des Fluggeländes beobachtet wie es langsam und niedrig fliegend versuchte, über eine Baumreihe zu fliegen. Die Maschine streifte dabei einen Ast, begann daraufhin um die Längsachse zu rollen und stürzte schließlich in ein landwirtschaftliches Gebäude. Der 58-jährige Pilot und sein Fluggast wurden tödlich verletzt.[2]

- Am 28. Juni 2009 startete eine C22 C zu einem Rundflug vom Flugplatz Greiz-Obergrochlitz. Kurz nach dem Abheben meldete der Pilot Motorprobleme. Circa fünfzig Meter über Grund leitete er eine Rechtskurve ein, streifte mit der linken Tragfläche einen Baum und stürzte ab. Der 53-jährige Pilot und sein Fluggast wurden bei dem Aufprall schwer verletzt.[3]

- Am 12. September 2010 startete eine C22 B vom Ultraleichtfluggelände Reiskirchen zu einem Schulungsflug. In circa sechzig bis siebzig Metern Höhe kam es zunächst zu einem Leistungsverlust und schließlich zum Triebwerksausfall. Der Fluglehrer übernahm die Steuerung, um eine Notlandung auf einem Acker durchzuführen. Aufgrund fehlender Geschwindigkeit konnte er jedoch kein Abfangmanöver einleiten. Das Flugzeug prallte hart mit dem Bugrad zuerst auf dem Boden auf und überschlug sich anschließend. Der 69-jährige Fluglehrer wurde dabei schwer, der 50-jährige Flugschüler leicht verletzt.[4]

## Technische Daten

Dreiseitenansicht

| Technische Parameter                      | C22 B                | C22 C                |
| ----------------------------------------- | -------------------- | -------------------- |
| Triebwerk                                 | Rotax 582 UL DCDI    | Rotax 912 UL         |
| Spannweite                                | 10,46 m              | 10,46 m              |
| Länge                                     | 5,60 m               | 5,60 m               |
| Höhe                                      | 2,20 m               | 2,20 m               |
| Flügelfläche                              | 15,70 m²             | 15,70 m²             |
| Flügelstreckung                           | 7,0                  | 7,0                  |
| Leermasse (inkl. Rettungssystem)          | 206 kg               | 211 kg               |
| maximale Abflugmasse                      | 400 kg               | 450 kg               |
| Höchstzulässige Belastung                 | 4 g / −2 g           | 4 g / −2 g           |
| Tankinhalt                                | 40 l / 50 l (Option) | 40 l / 50 l (Option) |
| Startrollstrecke                          | 120 m                | 115 m                |
| Startstrecke gesamt – über 15 m Hindernis | 200 m                | 195 m                |
| Steigleistung                             | 3,3 m/s              | 3,7 m/s              |
| Reisegeschwindigkeit                      | 100 km/h             | 120 km/h             |
| Höchstzulässige Geschwindigkeit           | 150 km/h             | 150 km/h             |
| Überziehgeschwindigkeit                   | 65 km/h              | 65 km/h              |
| Benzinverbrauch (im Reiseflug)            | 10–13 l/h            | 9 l/h                |
| Reichweite                                | 330 km               | 440 km               |